# Comuna Mușkativka, Borșciv
Mușkativka (în ucraineană Мушкатівка) este o comună în raionul Borșciv, regiunea Ternopil, Ucraina, formată din satele Mușkativka (reședința) și Slobidka-Mușkativska.

## Demografie
Componența lingvistică a comunei Mușkativka
     Ucraineană (99,26%)
     Alte limbi (0,74%)
Conform recensământului din 2001, majoritatea populației comunei Mușkativka era vorbitoare de ucraineană (99,26%), existând în minoritate și vorbitori de alte limbi.